# Resolution Subglacial Highlands
Resolution Subglacial Highlands är en platå i Antarktis. Den ligger i Östantarktis. Australien gör anspråk på området.